# Marcel Ritzmaier
Marcel Ritzmaier (Knittelfeld, 22 april 1993) is een Oostenrijks voetballer die doorgaans op het middenveld speelt. 

## Clubcarrière

### Oostenrijk
Ritzmaier maakte op 2 augustus 2009 op zestienjarige leeftijd zijn betaald voetbaldebuut in het eerste elftal van SK Austria Kärnten. Eerder voetbalde hij bij de amateurverenigingen TuS Spielberg, SV Lobmingtal en FC Judenburg, voordat hij in 2006 werd opgenomen in de jeugdopleiding van FC Kärnten. Een jaar later stapte hij over naar SK Austria Kärnten. Daar behoorde Ritzmaier in eerste instantie eveneens tot de jeugd en met ingang van het seizoen 2008/2009 tot het tweede team. Trainer Frenk Schinkels nam hem in het seizoen 2009/10 op in de selectie van de hoofdmacht. De Nederlands-Oostenrijkse oefenmeester liet hem debuteren in een wedstrijd tegen Rapid Wien, waarin hij tien minuten voor tijd Marco Salvatore verving.

### PSV
Ritzmaier nam een prominente plaats in op de scoutingslijsten van PSV. Dat liet de middenvelder in 2009 op stage komen en werd in januari 2010 concreet. Nadat de club Maxime Lestienne eerder die maand voor Club Brugge zag kiezen, haalde het de eveneens op de linkerflank georiënteerde Ritzmaier op zestienjarige leeftijd naar Nederland.  Op 1 februari 2010 tekende de linksbenige middenvelder een tweejarig contract bij de Eindhovense club. PSV betaalde voor Ritzmaier een standaard jeugdopleidingsvergoeding aan Austria Kärnten. Ritzmaier sloot in Eindhoven in eerste instantie aan bij de selectie van Jong PSV. Hij verlengde op 8 juli 2011 zijn contract tot aan de zomer van 2014. Op woensdag 26 oktober 2011 debuteerde hij officieel in de hoofdmacht van de club tijdens een met 3-0 gewonnen wedstrijd tegen FC Lisse, een duel in de derde ronde van de KNVB beker 2011/12. Daarin verving hij in de 74e minuut Kevin Strootman. Ritzmaier maakte zijn Europese debuut voor PSV op woensdag 30 november 2011. Tijdens een uitwedstrijd bij Legia Warschau in het kader van de Europa League 2011/12 viel hij bij een tussenstand van 0-3 voor PSV in de 77e minuut in als wissel voor Marcelo. In de resterende speeltijd veranderde er niets meer aan de score. Op 15 december 2011 kreeg hij voor het eerst een basisplaats in het eerste van PSV. Hij speelde toen thuis tegen Rapid Boekarest (2-1 winst) de volledige wedstrijd.

### Cambuur Leeuwarden
PSV verhuurde Ritzmaier in het seizoen 2013/14 aan SC Cambuur, dat op dat moment ook in de Eredivisie uitkwam. Hij speelde hier met zijn vertrouwde rugnummer 24. Ritzmaier kreeg er meteen een basisplaats. Gedurende dat seizoen kwam hij tot 31 optredens, waarin hij drie keer wist te scoren. Het seizoen daarop sloot hij weer aan bij de hoofdmacht van het eerste van PSV.

### N.E.C.
PSV verhuurde Ritzmaier in augustus 2015 voor een jaar aan N.E.C., dat in het voorgaande seizoen naar de Eredivisie promoveerde.  Hier kwam hij te spelen onder coach Ernest Faber, die hem het jaar ervoor nog begeleidde als assistent-trainer bij PSV . Hij maakte zijn debuut voor de club uit Nijmegen op vrijdag 28 augustus, toen NEC in Tilburg met 1-0 won van Willem II door een treffer van Navarone Foor. Ritzmaier moest in dat duel na 85 minuten plaatsmaken voor Lucas Woudenberg Op 22 september 2015 in de bekerwedstrijd tegen VV Noordwijk maakte Ritzmaier zijn eerste doelpunt in dienst van N.E.C.

### Go Ahead Eagles
Ritzmaier keerde in de zomer van 2016 terug bij PSV. Hier kreeg hij te horen dat een vertrek uit Eindhoven bespreekbaar was. Hij ging wel mee naar een trainingskamp in Zwitserland. Daarna leek het er op dat hij zou vertrekken naar Larissa. Hier zou een driejarig contract klaar liggen voor de Oostenrijker. Na een bezoek aan de Griekse club zag Ritzmaier echter af van een overgang naar de Griekse competitie. PSV verhuurde Ritzmaier op 20 augustus 2016 voor de rest van het seizoen aan Go Ahead Eagles, dat in het voorgaande seizoen promoveerde naar de Eredivisie.
Hij verruilde Wolfsberger AC, waar hij sinds medio 2018 speelde, in januari 2020 voor Barnsley FC. In het seizoen 2020/21 speelt hij op huurbasis voor Rapid Wien. Tussen 2021 en 2023 speelde hij voor SV Sandhausen in de 2. Bundesliga. In 2023 keerde hij terug naar Oostenrijk bij SKN St. Pölten.

## Clubstatistieken
| Seizoen | Club              | Competitie     | Competitie | Competitie | Beker | Beker | Internationaal | Internationaal | Totaal | Totaal |
| Seizoen | Club              | Competitie     | Wed.       | Dlp.       | Wed.  | Dlp.  | Wed.           | Dlp.           | Wed.   | Dlp.   |
| ------- | ----------------- | -------------- | ---------- | ---------- | ----- | ----- | -------------- | -------------- | ------ | ------ |
| 2009/10 | Austria Kärnten   | Bundesliga     | 1          | 0          | 0     | 0     | –              | –              | 1      | 0      |
| 2010/11 | Austria Kärnten   | Bundesliga     | 0          | 0          | 0     | 0     | –              | –              | 0      | 0      |
| 2011/12 | PSV               | Eredivisie     | 0          | 0          | 1     | 0     | 2              | 0              | 3      | 0      |
| 2012/13 | PSV               | Eredivisie     | 4          | 0          | 2     | 0     | 2              | 0              | 8      | 0      |
| 2013/14 | Jong PSV          | Eerste divisie | 1          | 0          | 0     | 0     | –              | –              | 1      | 0      |
| 2013/14 | → SC Cambuur      | Eredivisie     | 31         | 3          | 3     | 2     | –              | –              | 34     | 5      |
| 2014/15 | PSV               | Eredivisie     | 5          | 0          | 3     | 0     | 8              | 0              | 16     | 0      |
| 2014/15 | Jong PSV          | Eerste divisie | 9          | 4          | 0     | 0     | –              | –              | 9      | 4      |
| 2015/16 | Jong PSV          | Eerste divisie | 2          | 0          | 0     | 0     | –              | –              | 2      | 0      |
| 2015/16 | → N.E.C.          | Eredivisie     | 20         | 1          | 3     | 1     | –              | –              | 23     | 2      |
| 2016/17 | → Go Ahead Eagles | Eredivisie     | 28         | 2          | 2     | 0     | –              | –              | 30     | 2      |
| 2017/18 | Jong PSV          | Eerste divisie | 30         | 2          | 0     | 0     | –              | –              | 30     | 2      |
| 2018/19 | Wolfsberger       | Bundesliga     | 29         | 1          | 3     | 0     | –              | –              | 32     | 1      |
| 2019/20 | Wolfsberger       | Bundesliga     | 18         | 2          | 2     | 1     | 5              | 0              | 25     | 3      |
| 2019/20 | Barnsley          | Championship   | 15         | 0          | 1     | 0     | –              | –              | 16     | 0      |
| 2020/21 | Barnsley          | Championship   | 3          | 0          | 3     | 0     | –              | –              | 6      | 0      |
| 2020/21 | → Rapid Wien      | Bundesliga     | 24         | 2          | 2     | 2     | 4              | 1              | 30     | 5      |
| 2021/22 | SV Sandhausen     | 2. Bundesliga  | 23         | 1          | 1     | 0     | –              | –              | 24     | 1      |
| 2022/23 | SV Sandhausen     | 2. Bundesliga  | 11         | 0          | 2     | 0     | –              | –              | 13     | 0      |
| 2023/24 | SKN Sankt Pölten  | 2. Liga        | 7          | 0          | 1     | 0     | –              | –              | 8      | 0      |
| Totaal  | Totaal            | Totaal         | 261        | 18         | 29    | 5     | 21             | 1              | 311    | 25     |

## Interlandcarrière
Ritzmaier behoorde op zestienjarige leeftijd tot de Oostenrijkse jeugdselectie –18. Eerder kwam hij uit voor de nationale –16 en –17. Ritzmaiers oudere broer Christian is eveneens een voormalig –17-international, maar verdween sinds die tijd naar de Oostenrijkse regionalliga.

## Erelijst
| Kampioen Eredivisie  | 1x | 2014/15 |
| KNVB beker           | 1x | 2011/12 |
| Johan Cruijff Schaal | 1x | 2012    |